# SpaceX CRS-17
SpaceX CRS-17 è stata la diciassettesima missione spaziale del programma Commercial Resupply Services per la Stazione spaziale internazionale; il lancio è avvenuto il 4 maggio 2019 con un razzo Falcon 9 Block 5. La missione è programmata da SpaceX per la NASA.

## Storia del programma di lancio
A febbraio 2016, NASA aveva offerto a SpaceX un'estensione del contratto per cinque missioni CRS aggiuntive (dalla CRS-16 alla CRS-20).  A giugno 2016, un ispettore generale della NASA aveva dichiarato che la missione era prevista per ottobre 2018, ma è stata posticipata prima ad aprile 2019 e poi al 4 maggio 2019.

## Carico utile principale
È la NASA che determina il carico utile, la data e l'ora del lancio, e i parametri orbitali per la capsula Dragon.
La massa totale del carico della missione CRS-17 è stata di 2 482 kg (5 472 lb), di cui 1 517 kg (3 344 lb) nella sezione pressurizzata e 965 kg nella sezione non pressurizzata. I carichi utili nella sezione non pressurizzata sono stati l'Orbiting Carbon Observatory 3 (OCO-3) e l'STP-H6.